# The Astrud Gilberto Album
The Astrud Gilberto Album é o primeiro álbum solo da cantora Astrud Gilberto, lançado em 1965.

## Faixas
| Verve V6-8608 Lado A |                                                              |                    |                                         |         |  |
| N.º                  | Título                                                       | Letras             | Música                                  | Duração |  |
| 1.                   | "Once I Loved"                                               | Ray Gilbert        | Antônio Carlos Jobim/Vinicius de Moraes | 2:10    |  |
| 2.                   | "Água de Beber" (com Antônio Carlos Jobim no violão e vocal) | Vinicius de Moraes | Antônio Carlos Jobim                    | 2:16    |  |
| 3.                   | "Meditation"                                                 | Norman Gimbel      | Antônio Carlos Jobim/Newton Mendonça    | 2:39    |  |
| 4.                   | "And Roses and Roses"                                        | Ray Gilbert        | Dorival Caymmi                          | 2:30    |  |
| 5.                   | "O Morro não Tem Vez"                                        | Vinicius de Moraes | Antônio Carlos Jobim                    | 2:55    |  |
| 6.                   | "How Insensitive"                                            | Norman Gimbel      | Antônio Carlos Jobim/Vinicius de Moraes | 2:45    |  |

| Críticas profissionais | Críticas profissionais |
| Avaliações da crítica  | Avaliações da crítica  |
| Fonte                  | Avaliação              |
| ---------------------- | ---------------------- |
| Allmusic               | link                   |

| Verve V6-8608 Lado B |                                     |                      |                                          |         |  |
| N.º                  | Título                              | Letras               | Música                                   | Duração |  |
| 7.                   | "Dindi"                             | Ray Gilbert          | Antônio Carlos Jobim/Aloysio de Oliveira | 2:40    |  |
| 8.                   | "Photograph"                        | Antônio Carlos Jobim | Antônio Carlos Jobim                     | 2:10    |  |
| 9.                   | "Dreamer"                           | Gene Lees            | Antônio Carlos Jobim/Vinicius de Moraes  | 2:00    |  |
| 10.                  | "Só Tinha de Ser com Você"          | Aloysio de Oliveira  | Antônio Carlos Jobim                     | 2:15    |  |
| 11.                  | "All that's Left Is to Say Goodbye" | Ray Gilbert          | Antônio Carlos Jobim/Vinicius de Moraes  | 3:09    |  |
| Duração total:       | Duração total:                      | Duração total:       | Duração total:                           | 27:29   |  |

### Créditos
- Astrud Gilberto – vocais

- Marty Paich – arranjos, condução
- Joe Mondragon – contrabaixo
- Guildhall String Ensemble – cordas
- Bud Shank – flauta, sax alto
- Antônio Carlos Jobim – violão e vocal na faixa 2, arranjos
- Rudy Van Gelder – engenheiro de som
- João Donato – piano
- Milt Bernhart – trombone
- Stu Williamson – trompete